# 奇什梅
奇什梅（羅馬化：Chishmy，羅馬化：Şişmä）是俄罗斯巴什科尔托斯坦共和国的市级镇、奇什梅区行政中心，在共和国首府乌法西南方。
该地2021年有人口22,417人；2010年人口21,196；2002年人口21,008；1989年人口18,982。